# Das Quartett: Der lange Schatten des Todes
Der lange Schatten des Todes ist ein deutscher Kriminalfilm von Vivian Naefe aus dem Jahr 2019 und die erste Folge der ZDF-Krimireihe Das Quartett. Die Premiere erfolgte am 18. September auf dem Krimifestival Tatort Eifel.

## Handlung
Der erste Fall von Maike Riem und ihrem Team von der K14 der Mordkommission Leipzig führt sie an das Leipziger Elsterbecken, wo die Leiche des ehemaligen Großbäckereibetreibers Franko Bleich aufgefunden wird. Der Mann wurde erdrosselt und als mögliches Tatwerkzeug kommt ein Gürtel in Betracht. Ein am Tatort gefundenes Taschentuch und ein schwarzer SUV, der von einer Zeugin am anderen Ufer gesehen wurde, sind bisher der einzige Anhaltspunkt auf den vermutlichen Täter.
Tatverdächtig sind für das Kommissaren-Quartett Bleichs Ehefrau Paula, seine Lebensgefährtin Esther und die Nachbarschaft des Toten, die Bleich des Kindesmissbrauchs bezichtigt. Die Tatsache, dass Bleich Kinder mochte, sie in sein Haus eingeladen und ihnen beim Spielen zugeschaut hatte, lässt diesen Verdacht durchaus zu. Nach Aussage von Esther Korff, der Lebensgefährtin des Opfers, tat er dies aber nur aus Schuldbewusstsein. Er hatte vor drei Jahren bei einem missglückten Einparkmanöver das Kind einer Nachbarin überrollt. Er wurde zwar vom Gericht freigesprochen, hatte aber dennoch Schuldgefühle und wollte deshalb anderen Kinder dafür Gutes tun. Eine pädophile Neigung hätte in keiner Weise vorgeherrscht. Somit muss auch Jana Grimm, die Mutter des verunglückten Mädchen zum Kreis der Verdächtigen gezählt werden. Die Frau scheint noch immer traumatisiert und der Realität entrückt, hat aber zum Tatzeitpunkt ein Alibi, da sie sich am Tag der Tat in einer Klinik aufgehalten hatte.
Nach Auswertung der Spuren findet sich an Bleichs Leichnam die DNA von Rolf Torberg, einem der Nachbarn des Opfers. Bei der Befragung räumt er ein, zusammen mit seinem Nachbarn Niklas Reger Bleich regelmäßig beobachtet zu haben, um notfalls eingreifen zu können, falls er den Kindern doch hätte etwas antun wollen. Kleine Handgreiflichkeiten wären dabei schon mal vorgekommen. Mit seinem Tod hätten sie aber nichts zu tun. Eine behutsame Befragung der „betroffenen“ Kinder bestätigt die Aussage von Bleichs Lebensgefährtin. Die Mädchen hätten einfach nur Spaß bei ihrem netten Nachbarn, der sogar einen kleinen Pool hatte, in dem sie baden durften. Auch Kuchen hätte er ihnen gebacken.
Bei der Durchsuchung von Bleichs Wohnung findet Maike Riem in einem Müllsack sämtliche Fotos von dessen Ehefrau, Drohbriefe von den besorgten Nachbarn, aber auch ein Schreiben von Jana Grimm ist darunter, in welchem sie ihn angeblich zum wiederholten Male bittet, sich bei ihr zu entschuldigen. Paula Bleich bestätigt Riem, dass Grimm zu einer regelrechten Stalkerin geworden sei und all die Jahre solche Briefe geschrieben hätte. Sie wollte unbedingt eine Entschuldigung von ihrem Mann haben und in ihren Augen wäre die Frau verrückt. So befassen sich die Ermittler näher mit Jana Grimm und stellen nun fest, dass Bastian Koch, der Freund und Vater ihrer verunglückten Tochter einen dunklen SUV fährt. Er wird gemeinsam mit seiner Frau befragt und gibt zu, sich am Tatabend mit Bleich getroffen zu haben. Er konnte es nicht mehr ertragen, dass seine Frau seit drei Jahren in ihrer eigenen Welt lebt und ihn seit dem Tod der Tochter ablehnte und einfach nichts mehr von ihm wissen wollte. Er wollte seine Frau zurück und sei deshalb selber auf Bleich zugegangen, um ihn zu einem Eingeständnis seiner Schuld zu bewegen, damit sie endlich ihren Frieden findet. Das sei aber dann leider eskaliert.

## Produktionsnotizen
Die Dreharbeiten für Der lange Schatten des Todes erstreckten sich vom 13. November 2018 bis zum 13. Dezember 2018 und fanden an Schauplätzen in Berlin und Leipzig statt.
Hauptdarstellerin Anja Kling war zuvor für das ZDF in der Serie Dresden Mord als Kommissarin tätig, die nach zwei Folgen wegen schlechter Kritiken und Einschaltquoten nicht verlängert wurde.

## Rezeption

### Einschaltquoten
Die Erstausstrahlung am 12. Oktober 2019 im ZDF wurde von 5,77 Millionen Zuschauer verfolgt, was einem Marktanteil von 19,8 % entspricht. Von den jüngeren Zuschauern entschieden sich 7 Prozent für den Film Der lange Schatten des Todes.

### Kritik
Rainer Tittelbach von Tittelbach.tv meinte: „Ein solches Team einzuführen und dabei noch einen spannenden Krimi zu erzählen, ist eine Herkulesaufgabe, an der vor Jahren Autoren noch regelmäßig gescheitert sind. Heute klappt das meist besser, bei ‚Der lange Schatten des Todes‘ sogar richtig gut.“ „Zwar gibt es deutliche Drehbuch-Setzungen, die man sich als Zuschauer gefallen lassen muss: persönliche Eigenheiten, psychische Dispositionen, eine große Technik-Affinität, das freundliche Klima... Doch irgendwann zur Halbzeit ist ein Punkt erreicht, an dem der lebensklug am menschlichen Drama kratzende, auffallend gut & eigenwillig gespielte Whodunit-Krimi einen immer mehr packt.“
Die morgenpost.de schrieb: „Das Debüt der Ermittler kommt recht bieder daher.“ „Mehr als ermitteln, das kann auch das neue ‚Quartett‘ sicher nicht. Als Ausgleich dafür aber haben sich die beiden Drehbuchautoren Friedrich Ani und Ina Jung im Hinblick auf die Charaktere der Beamten einiges einfallen lassen.“
Heike Hupertz von der faz.net urteilte: „Das Bemühen um Tonlage und Stimmigkeit der Gespräche, der Verzicht auf erklärende Rückblenden, die Beiläufigkeit, mit der Biographiensprengsel und Eigenwilligkeiten der Hauptfiguren ins Spiel gebracht werden, all das sieht jedenfalls danach aus, als habe man sich im Vorfeld einige Mühen zur Gemeinplatzvermeidung gemacht.“ „Man kann ‚Das Quartett‘ zu den ansehnlicheren Krimi-Reihen-Neustarts zählen, von denen mancher so überflüssig ist wie der hunderttausendste Tote im Fernseh-Hauptprogramm.“
Martin Seng wertete für Quotenmeter.de und fand: „‚Das Quartett‘ hat durchaus das Potential sich zu einer guten Krimireihe zu entwickeln. Dafür fehlt aktuell jedoch noch der Feinschliff, den sowohl das Drehbuch, als auch die Intensität vermissen lassen. Doch die Prämisse des Viererteams ist vielversprechend und kann in weiteren Fällen zu mehr ausgebaut werden. Bisher fährt die neue Krimireihe des ZDF also in seichten Gewässern und kann sich noch nicht als durchweg gute Unterhaltung erweisen.“